# Sant'Agata sul Santerno
Sant'Agata sul Santerno är en ort och kommun i provinsen Ravenna i regionen Emilia-Romagna i Italien. Kommunen hade 2 929 invånare (2018).